# Epimecis consimilis
Epimecis consimilis là một loài bướm đêm trong họ Geometridae.